# El Show de los Muppets
El show de los Muppets (en España: El show de los Teleñecos, en inglés: The Muppet Show) fue un programa de televisión británico-estadounidense producido por el titiritero estadounidense Jim Henson en el cual actúa un elenco de Muppets. 
Después de dos episodios pilotos, en 1974 y 1975, el show se grabó durante cinco temporadas comenzando en 1976. La serie muestra un vodevil estilo tipo music hall con un espectáculo de variedades de canto y danza, acompañado por sketches de lo que acontece detrás del escenario. Kermit the Frog (llamado en Hispanoamérica la rana René Y Gustavo en España) es el conductor y presentador que intenta mantener el control de las locuras de los otros personajes (y su temperamento) así como tener contentas a las estrellas invitadas. 
El programa se hizo famoso por sus bufonadas físicas escandalosas, a veces con elementos de humor absurdo y surrealista y parodias humorísticas. Cada episodio contaba con la presencia de una estrella invitada. A medida que el programa ganó en popularidad, numerosas celebridades aceptaron con gusto actuar en el programa junto con los Muppets y en su película: hacia el final del ciclo, más de un centenar de estrellas invitadas habían aparecido en el programa, muchos de los titiriteros también trabajaban en Sesame Street. Entre los titiriteros que trabajaron en el show se encontraban Jim Henson, Frank Oz, Jerry Nelson, Richard Hunt, Dave Goelz, Steve Whitmire, Louise Gold, Kathy Mullen, Eren Ozker y John Lovelady. Jerry Juhl y Jack Burns fueron dos de los guionistas.

## Historia
Desde 1969, el programa infantil Sesame Street (Plaza Sésamo en Hispanoamérica) había dado un ámbito a Jim Henson para presentar sus creaciones; sin embargo, Henson comenzó a percibir que estaba encasillado como actor infantil. Él trató de crear un programa que pudiera ser disfrutado tanto por jóvenes como por mayores. Dos especiales fueron producidos y transmitidos, los que fueron considerados pilotos de The Muppet Show. Ninguno de ellos tuvo éxito en conseguir que la serie fuera contratada por una de red televisiva para ser emitida en horario estelar. Sin embargo, se acababa de promulgar el reglamento de acceso al horario central, el cual le quitó el control del horario de emisión de 19:30-20:00 a las redes y se lo entregó a las estaciones locales. La cadena CBS indicó que estaría interesada en la propuesta de Henson como una serie que podría comprar para las estaciones televisivas de su propiedad, y emitirla una vez a la semana en el horario de 19:30 a 20:00 hrs.
Lew Grade, jefe de la televisora comercial británica ATV, ofreció un trato a Henson para que el show fuera producido en los estudios Elstree, en Inglaterra. ATV, como parte de la red ITV, emitiría el programa a otras estaciones de ITV en el Reino Unido, y su brazo de distribución, ITC Entertainment, vendería el programa en los Estados Unidos y en todo el mundo. Henson aceptó la propuesta. En Venezuela fue transmitida por la cadena Venevisión entre los años 1983 y 1984. En México fue transmitido por el Canal 5 entre 1987 y 1988.

## Personajes
- Kermit the frog (La rana Gustavo en España y René en Hispanoamérica) director y presentador pragmático del Show de los Muppets. Fue el protagonista de la serie, especiales y películas. Interpretado por Jim Henson hasta su muerte en 1990, luego fue interpretado por Steve Whitmire.
- Miss Piggy, una cerda diva arrogante, egocéntrica, dominante, temperamental y glamorosa en la doble búsqueda del estrellato y Kermit. En la primera temporada, el títere fue operado por Frank Oz y Richard Hunt. A partir de la segunda temporada, Oz se hizo cargo del personaje a tiempo completo hasta el 2002, luego lo interpretó Eric Jacobson.
- Fozzie el oso, ayudante no oficial de Kermit, un oso dulcemente inseguro, cómico dudosamente talentoso pero incontenible en su stand-up. Interpretado por Frank Oz hasta el 2000 y a partir del 2002 por Eric Jacobson.
- Scooter, el recadero cuyo tío es dueño del teatro J.P.Grosse. Interpretado por Richard Hunt hasta 1991, Brian Henson en el 2002, y David Rudman a partir del 2008.
- Gonzo, también conocido como El Gran Gonzo o Gonzo el grande, una excéntrica ave, doble de acción, temerario, y artista y residente del Muppet Show, siempre se ha mantenido la ambigüedad sobre que tipo de especie animal es. Realizado por Dave Goelz.
- El Chef Sueco, un cocinero con hábitos culinarios peculiares que habla un escandinavo que suena a galimatías llamado "simulacro de sueco". Interpretado por Jim Henson con las manos de Frank Oz.
- Rowlf el perro, residente de la serie, ocurrente pianista que también desempeña el Dr. Bob en el boceto recurrente Hospital Veterinario. Interpretado por Jim Henson hasta 1990, y por Bill Barretta a partir de 1996.
- Dr. Bunsen Honeydew, jefe de Muppet Labs, un científico e inventor. Realizado por Dave Goelz.
- Beaker (Muppet), asistente de laboratorio completamente desafortunado del Dr. Bunsen Honeydew. Interpretado por Richard Hunt.
- Camilla, una gallina y el amor verdadero de Gonzo. Por lo general realizado por Jerry Nelson.
- Sam Águila censor, super-patriota estadounidense, residente cascarrabias del Show de los Muppets. Interpretado por Frank Oz.
- Dr. Dientes, líder de la banda ultra-cadera, y el tecladista de Dr. Dientes y la mutilación eléctrica. Interpretado por Jim Henson.
- Sgt. Floyd Pepper, bajista y todo alrededor de la cadera de la persona Dr. Dientes y la mutilación eléctrica. Interpretado por Jerry Nelson.
- Janice, la guitarrista de la banda hippie-chick, plomo (y apretón principal de Floyd). Interpretada por Eren Ozker en la primera temporada y Richard Hunt en las temporadas subsiguientes.
- Animal, salvaje y frenético baterista de la banda. Interpretado por Frank Oz. Drumming realizado por Ronnie Verrell.
- Zoot, el saxofonista sueño en la mutilación eléctrica y orquesta del Show de los Muppets. Realizado por Dave Goelz.
- Labios, trompetista de la "Mayhem", fue añadido en la quinta temporada. Interpretado por Steve Whitmire.
- Lew Zelandia, lanzador obsesivo de peces que siempre regresan a él, de allí el término "pez boomerang". Interpretado por Jerry Nelson.
- Statler y Waldorf, dos ancianos que ocupan un palco en cada show y se mofan de las actuaciones. Statler fue realizado por Richard Hunt, Waldorf por Jim Henson.
- Rizzo la rata, un roedor sarcástico del centro de la ciudad que aparece en la cuarta y quinta temporadas. Interpretado por Steve Whitmire.
- Annie Sue, una cerdita joven, inocente rival de Miss Piggy. Interpretada por Louise Gold.
- El Noticiero Muppet, un periodista enérgico que siempre tuvo mala suerte. Interpretado por Jim Henson.
- Foo-Foo, el perro de Miss Piggy. Por lo general realizado por Steve Whitmire o un perro de verdad.
- Sweetums, un monstruo de 7 pies de altura. Interpretado, por Richard Hunt.
- Enlace Hogthrob, un cerdo guapo pero de pocas luces, estrella de "Pigs in Space", el capitán de la USS  Swinetrek . También protagoniza "Oso En patrulla". Interpretado por Jim Henson.
- Dr. Julius Strangepork, el oficial científico de "Pigs in Space". Interpretado por Jerry Nelson.
- Beauregard, el conserje y tramoyista bobo. Realizado por Dave Goelz.
- Crazy Harry, un experto pirotécnico y en bombas que disfruta en hacer explotar cosas. Realizado en la primera temporada por John Lovelady, luego interpretado por Jerry Nelson.
- Robin, pequeño sobrino de Kermit. Interpretado por Jerry Nelson.
- Tío mortal, también llamado "El Fantasma del Muppet Show", un personaje siniestro que acecha en el teatro y en ocasiones aparece en el show. Interpretado por Jerry Nelson.
- Pops, el portero de edad avanzada que recibe a las estrellas invitadas con un amistoso "¿Quién eres?". Interpretado por Jerry Nelson.
- Marvin Suggs, el Muppaphonist sádico, loco y extravagante. Interpretada por Frank Oz.
- Jorge el conserje, el viejo conserje cascarrabias, visto sobre todo en la primera temporada y realizado por Frank Oz.
- Mildred Huxtetter, pareja de baile de George, vista sobre todo en la primera temporada. Por lo general realizado por Frank Oz o Richard Hunt.
- Hilda, es la costurera / jefa de vestuario en  The Muppet Show . Aparece mayormente en la primera temporada de la serie; en las temporadas subsiguientes ella hace raras apariciones como un personaje de fondo. Hilda habla con un acento de Europa del Este. Interpretada por Eren Ozker.

## Sketches recurrentes
- 'En la Danza'  - El segmento era un habitual durante la primera temporada, pero se usó con menos frecuencia a partir de la segunda temporada. Distintos personajes Muppet circulaban en una pista de baile realizando bromas y comentarios jocosos breves, mientras las parejas pasaban bailando delante de la cámara.
- 'Oso en patrulla'  - Fozzie es un policía sin suerte llamado Oso Patrullero y Link Hogthrob es su incompetente superior que siempre se ve envuelto en las situaciones más tontas con los delincuentes que son traídos a la comisaría. La voz del locutor la realizaba Jerry Nelson.
- 'Acto del Oso Fozzie'  - El oso Fozzie sale a escena y realiza sus famosos chistes infinitamente malos. Statler y Waldorf lo interrumpen, en una rivalidad perpetua. Los sketches se hicieron menos frecuentes a medida que la presencia fuera del escenario de Fozzie se hizo más frecuente. Sin embargo en un episodio de la primera temporada, Fozzie enfrentó a sus rivales con ayuda de Bruce Forsyth, y ellos agitaron la bandera blanca en señal de rendición.
- 'Laboratorio Muppet' - Segmento donde se presenta el último invento del Dr. Bunsen Honeydew, junto con su asistente, Vaso de Laboratorio, el invento siempre funciona estrepitosamente mal. El personaje de Vaso se introdujo en la segunda temporada; durante la primera temporada Bunsen era el único personaje del Laboratorio Muppet, pero los escritores pronto se dieron cuenta de que era necesario otro personaje para lucir los fallos de Bunsen.
- 'Flash de Noticias Muppet'  - El locutor de noticias Muppet, una variación del títere Guy Smiley, da una Noticia Corta y siempre le acontece algún desastre a él (típicamente el mismo desastre que estaba describiendo), u otro evento extraño (como por ejemplo la vez que salió corriendo, y declaró: "No hay noticias esta noche", y huyó). En la primera temporada, el locutor de noticias Muppet a veces leía noticias que involucraban a la estrella invitada para esa semana. Los Flashes de Noticias Muppet a menudo utilizan humor absurdo; en un boceto, el locutor dijo que el Océano Atlántico había sido secuestrado. Otra vez hubo un cruce con el sketch del chef sueco,  el Chef Sueco abrió una botella de vino y se produjo una "explosión" (si una botella de champagne se agita demasiado antes de abrirla por primera vez, las burbujas empujaran hacia arriba y fuera de la botella) y vuela por el aire, y es clasificado como un OVNI por el reportero de noticias. Mientras la escena transcurre, se informa que el OVNI va directamente hacia la Sala de Prensa Muppet y finalmente aterrizó allí y aplastó al reportero de noticias.
- 'Cerditos en el Espacio'  - Es una parodia de los programas de ciencia ficción como  Star Trek , y las series de ciencia ficción de la década de 1930. La nave espacial se llama USS  Swinetrek  y el título con la voz en off es una parodia de  Perdidos en el espacio . El sketch cuenta con el capitán Link Hogthrob, Miss Piggy como primer oficial, y el Dr. Julio Strangepork (el nombre hace referencia al "Dr. Strangelove"). Por lo general, los sketches trataban sobre Piggy aguantando al tonto de Strangepork y al inútil de Link tratarla como un ser inferior por ser ella una mujer. Los primeros sketches también solían incluir presentaciones extrañas de todos los personajes.  Strangepork generalmente merecía la descripción más inusual de los tres durante estas presentaciones, ya que era el miembro más extraño del grupo. Esta parte de la introducción fue eliminada durante la tercera temporada, y el locutor simplemente afirmaba que era "tiempo para ... cerdiiiiitos.....eeeenn.......el espaciooooooo¨.
- 'El Chef Sueco'  - Parodia de un show de cocina. Consiste en el Chef Sueco, que habla en semi-comprensible galimatías que suena con la característica y entonación del sueco. Él intenta cocinar un plato con gran entusiasmo, hasta que el libreto humorístico le alcanza. Una característica distintiva de estas escenas era la improvisación entre Jim Henson, que manejaba la cabeza y la voz del Chef, y Frank Oz, que eran sus manos. A menudo uno improvisaba una acción, por lo que el otro titiritero realizaba movimientos para adaptarse a ella. Entre los gags famosos incluyen "pollito en du Baskie" ("dos puntos!"), albóndigas suecas que rebotan, y agregar pimienta a muchas de las recetas. A menudo el Chef Sueco, trataba de atrapar un pollo mientras balbuceaba palabras en sueco.

## Estrellas invitadas
Ninguna estrella invitada apareció dos veces en The Muppet Show, aunque John Denver apareció en el programa y en dos especiales (John Denver y los Muppets: A Christmas Together y John Denver y los Muppets: las Montañas Rocosas de vacaciones ). Además, varias estrellas invitadas de la serie tuvieron cameos en una de las tres primeras películas de los Muppets.
Muchos episodios incluían personas que la mayoría de los espectadores fuera de Estados Unidos no conocía en ese momento, como Linda Ronstadt; algunos artistas veteranos destacados como Ethel Merman y Rita Moreno; algunos eran cantantes pop de renombre, incluyendo Elton John y Leo Sayer. El show de Sayer usó su éxito "The Show Must Go On": cambiando la letra ligeramente en el segundo verso, de "Me gustaría poder derribar los muros de esta teatro" a "Me gustaría poder derribar los muros de este teatro de los Muppets". El último episodio, en 1981, presentó a la encarnación más reciente del agente James Bond 007, el actor Roger Moore.
Cuando el show comenzó, los productores habían invitado a sus amigos en el negocio del entretenimiento a participar. Sin embargo, a mitad de camino, durante la segunda temporada, tras la aparición de Rudolph Nureyev, el espectáculo recibió una publicidad muy positiva, de forma que muchas otras celebridades se acercaron a los productores para participar sin necesidad de ser convocados. Una estrella invitada inusual fue uno de los escritores de la serie, Chris Langham, quien tomó el lugar de Richard Pryor cuando la estrella no pudo asistir a la grabación.

## El Teatro de los Muppets
El Teatro de los Muppets es el escenario de  The Muppet Show  - una antigua gran casa de vodevil que ha visto mejores días. En el episodio 106, Kermit identifica el nombre del teatro como El Benny Vandergast Memorial Theater, aunque por el momento de  Es una muy Feliz Muppet Movie Navidad , es simplemente llamado "El Teatro de los Muppets". Es entonces que el teatro se convierte registrado como un hito histórico.
Según  El Fantasma del Teatro Muppet , el teatro fue construido por un actor de teatro llamado John Stone en 1802. En algún momento una producción de  Hamlet  ue puesta en escena en el teatro, con Stone jugando el papel protagonista. 
Entre los sectores del Teatro de los Muppets que se muestran en las series están:  entre bambalinas derecha, los vestuarios, el ático, el comedor, la sala de apoyo, el escenario, la casa, el vestíbulo que da al escenario, y el callejón de atrás.
El tío de Scooter, JP Grosse es el dueño del teatro, y lo alquila a los Muppets, como Scooter siempre le recuerda a Kermit. En una escena eliminada de Es una muy Feliz Navidad Muppet, Kermit revela que JP ha muerto y en su testamento dejó el teatro a los Muppets. Esto habría tenido lugar en algún momento después de 1996, como JP se puede ver (y se refiere como tal por el jefe de la red KMUP) en el episodio 107 de  Muppets Tonight, la reelaboración de The Muppet Show .

## Premios
El Show de los Muppets fue nominado a un total de 21 Premio Primetime Emmy, ganando 4, incluyendo el premio 1978 para Comedia-Variedad o Serie Musical Destacada El programa también fue nominado a 11 Premio BAFTAs durante su existencia, ganando 2, y se le otorgó el Premio Peabody en 1978.

## Lanzamientos de DVD
Time-Life comenzó a comercializar volúmenes de 'lo mejor de' The Muppet Show para venta por correo en 2001, con seis volúmenes iniciales con 3 episodios en cada DVD. Único en cada episodio era una introducción por el hijo de Jim Henson, Brian. Se añadieron nueve volúmenes más en 2002, el 25 aniversario de los Muppets. La colección estaba disponible estuvo disponible para venta al por menor en 2002 a través de Columbia Tristar Home Video, instante en el cual Time-Life había lanzado su décimo volumen (había otros cinco Time-Life 'mejor de 'volúmenes lanzado sólo en VHS.)
Walt Disney Studios Home Entertainment, lanzó la primera temporada el DVD en la Región 1, el 9 de agosto de 2005. Los derechos de los episodios y personajes utilizados en  The Muppet Show , y salidas de película subsiguientes, fueron comprados en febrero de 2004 por The Walt Disney Company.
Varias canciones de la Temporada 1 no se encuentran en el DVD respectivo debido a problemas de licencia por la música. También ha habido algunos cortes en la secuencia de introducción y escenas entre bastidores que conducen a estas canciones. Sin embargo, los episodios que utilizan la música de Disney permanecieron inalterados (por ejemplo, el episodio 14 de la temporada 1 utilizado "Nunca Sonríe a un cocodrilo" de  Peter Pan ).
* "Stormy Weather" (Joel Grey episodio) Cantada por Wayne y Wanda;
* "Lo que el viento se llevó" (Jim Nabors episodio) Cantada por Jim Nabors;
* "El Danceros" (Jim Nabors episodio) Cantada por El Danceros;
* "All Of Me" ( Paul Williams episodio) Cantada por dos monstruos;
* "Old Fashioned Way" (Charles Aznavour episodio) Cantada por Charles Aznavour con Mildred;
* "Tienes un amigo" (Vincent Price episodio) Cantada por Vincent Price, tío mortal y un coro de Muppet Monsters
La única versión de DVD sin cortes de la Temporada 1 hasta ahora es el lanzamiento alemán por BuenaVista de 2010 (que también contiene audio en inglés). Sin embargo, las secuencias de introducción y de crédito finales están en alemán.

## Spin-offs
Los personajes del Show de los Muppets protagonizaron la película  La Película de los Muppets , que fue la primera película en presentar títeres interactuando con humanos en lugares del mundo real, y otras películas tales como  The Great Muppet Caper ,  The Muppets Take Manhattan ,  El Muppet Christmas Carol ,  Muppet Treasure Island ,  Muppets from Space , y Los Muppets Mago de Oz.
En 1989 The Jim Henson Hour  contó con muchos de los mismos personajes, además de contenido nuevo y audazmente diferente. Los Muppets aparecieron como niños pequeños en la larga serie de dibujos animados  Muppet Babies . El formato del Show de los Muppets fue restablecido en 1996 como  Muppets Tonight . Los primeros 10 episodios fueron emitidos en ABC, mientras que el resto se emitió por The Disney Channel. 
En el 2005, los Muppets lanzaron una webserie titulada  Statler y Waldorf: Desde el Balcón . El webshow quincenal creado nuevos episodios por 15 meses en movies.com y protagonizó Statler y Waldorf junto con muchos otros personajes Muppet populares desde su palco de  The Muppet Show . Cada episodio contó con el dúo, que hablaban de las próximas películas, ver tráileres de películas y compartir "balconism" de la semana.
Se habla de un nuevo renacimiento del formato, con FOX ser el contendiente serio inicial. [cita requerida] Disney consideró usar la  siguiente de América Muppet  miniserie para probar la viabilidad de una serie de pleno derecho.
El éxito del musical de Broadway y West   Avenida Q  se basa libremente en Los Muppets, así como en Calle Sésamo, pero está obligado a proporcionar exenciones de responsabilidad afirmando que no tiene nada que ver con los personajes, sobre todo debido a la década de los musicales tema de adultos.
Los Muppets fueron traídos de vuelta en 2008 por un corto en Disney Channel llamado  Estudio DC: Vivo Casi .
Para el canal 'muppets.com' en Disney Xtreme Digital, se han producido más de 100 nuevos bocetos exclusivos a partir de enero de 2009, que incluye una versión que los Muppets realizaron a la canción de Queen, Bohemian Rhapsody.
The Muppet Show cómic comenzó a publicarse en 2009 escrito y dibujado por Roger Langridge y publicado por Boom! Studios.
En 2006, la primera cadena de televisión privada francesa TF1, con Walt Disney, produjo una versión en francés con Muppets originales y estrellas invitadas francesas. Los bajos niveles de audiencia cancelaron el programa después de sólo unos meses.